# 加尔德
加尔德（西班牙語：Garde）是西班牙纳瓦拉的一个市镇。总面积44平方公里，总人口189人（2001年），人口密度4人/平方公里。